# Ingerophrynus celebensis
Espèce
Synonymes
- Bufo celebensis Günther, 1859 "1858"
- Leptophryne leiogaster Steindachner, 1867

Statut de conservation UICN

 LC  : Préoccupation mineure
Ingerophrynus celebensis est une espèce d'amphibiens de la famille des Bufonidae.

## Répartition
Cette espèce est endémique de Sulawesi en Indonésie. Elle se rencontre jusqu'à 1 000 m d'altitude sur l'île principale, à Muna, à Buton et aux Banggai.

## Étymologie
Son nom d'espèce, composé de celeb[es] et du suffixe latin -ensis, « qui vit dans, qui habite », lui a été donné en référence au lieu de sa découverte les Célèbes, l'ancien nom de Sulawesi.

## Publication originale
- Günther, 1859 "1858" : Catalogue of the Batrachia Salientia in the collection of the British Museum (texte intégral).